# Aktywność elektryczna bez tętna

Aktywność elektryczna bez tętna w zapisie EKG

Aktywność elektryczna bez tętna, czynność elektryczna bez tętna, rozkojarzenie elektromechaniczne, PEA (od ang. pulseless electrical activity) – czynność serca będąca jednym z mechanizmów nagłego zatrzymania krążenia, charakteryzująca się aktywnością elektryczną (rejestrowaną w zapisie EKG lub na ekranie kardiomonitora) przy braku fali tętna.
Podczas PEA u chorego występują drobne skurcze miokardium, ale są one zbyt słabe, żeby wywołać falę tętna lub badalne ciśnienie tętnicze. Często aktywność elektryczna bez tętna spowodowana jest przez potencjalnie odwracalne przyczyny. Dla łatwiejszego zapamiętania podzielono je na dwie grupy: 4H i 4T:
4H:
- hipoksja
- hipowolemia
- hipokaliemia lub hiperkaliemia, zaburzenia metaboliczne (hipoglikemia, hipokalcemia, kwasica)
- hipotermia lub hipertermia[4]

Wymieniana wśród 4H hipotermia prowadzi początkowo do bradykardii, następnie migotania komór i ostatecznie asystolii.
4T:
- odma prężna (ang. tension pneumothorax)
- tamponada serca
- toksyczne przyczyny nagłego zatrzymania krążenia
- żylna choroba zakrzepowo-zatorowa (zatorowość płucna, zawał serca; ang. thrombosis)

## Leczenie
Leczenie aktywności elektrycznej bez tętna polega na zabiegach reanimacyjnych i nie różni się od leczenia asystolii. Defibrylacja nie jest efektywna w leczeniu PEA i nie należy jej stosować. U dorosłych podaje się 1 mg adrenaliny co 3–5 minut, natomiast u dzieci 0,01 mg/kg. Rokowanie co do przeżycia, podobnie jak w asystolii, jest złe. Poprawia je rozpoznanie i wdrożenie skutecznego leczenia odwracalnej przyczyny zatrzymania krążenia. W wytycznych ERC 2010 nie zaleca się podawania atropiny w PEA i asystolii.